# Surendranath Banerjee
Surendranath Banerjee (ou Banerjea, en bengali : সুরেন্দ্রনাথ বন্দ্যোপাধ্যায়), né le 10 novembre 1848 à Calcutta et mort le 6 août 1925 à Barrackpore, est un homme politique, journaliste et enseignant indien. Il est considéré comme l'un des pionniers du nationalisme indien et un des premiers leaders du mouvement pour l'indépendance de l'Inde.

## Biographie
Issu d'une famille brahmane bengalie, Surendranath Banerjee étudie à l'Université de Calcutta puis part en Angleterre en 1868 pour passer le concours de l'Indian Civil Service. Il réussit en 1869, mais est disqualifié pour une question d'âge. Après avoir contesté cette décision, il est réadmis en 1871. Affecté à Sylhet, il est renvoyé en 1874 pour une erreur de procédure, qu'il attribue à un traitement discriminatoire.
De retour en Inde, il devient professeur d'anglais et fonde en 1882 le Surendranath College à Calcutta. En 1879, il prend la direction du journal The Bengalee (en), qu'il utilise pour diffuser ses idées nationalistes.

## Engagement politique
En 1876, il fonde, avec Anandamohan Bose (en), l'Indian National Association (en), qui fusionne avec le Congrès national indien en 1886. Il préside la session annuelle du Congrès en 1895 à Poona, et joue un rôle de premier plan lors de celle de 1902 à Ahmedabad.
Il s'oppose farouchement à la partition du Bengale (1905) imposée par l'administration britannique, ce qui fait de lui une figure du mouvement Swadeshi. En 1919, en désaccord avec la ligne plus radicale du Congrès, il quitte le parti, fonde la Indian National Liberal Federation et soutient les réformes Montagu–Chelmsford.
De 1921 à 1924, il est ministre de l'autonomie locale au Bengale. Il est fait chevalier par le gouvernement britannique en 1921.

## Héritage
Son autobiographie, A Nation in Making (1925), constitue une source importante sur les débuts du nationalisme indien. Plusieurs institutions en Inde portent son nom, notamment le Surendranath College et la Surendranath Banerjee Road à Calcutta.

## Publications
- (en) Surendranath Banerjea, A Nation in Making : Being the Reminiscences of Fifty Years of Public Life, Londres, Oxford University Press, 1925, xvi + 412 (lire en ligne)
  - (en) Surendranath Banerjea, A Nation in Making : Being the Reminiscences of Fifty Years of Public Life, New Delhi, Rupa Publications India Pvt. Ltd., 2016, 450 p. (ISBN 978-8129140104, lire en ligne)  — Édition moderne.